# Csíksomlyói naptárkő

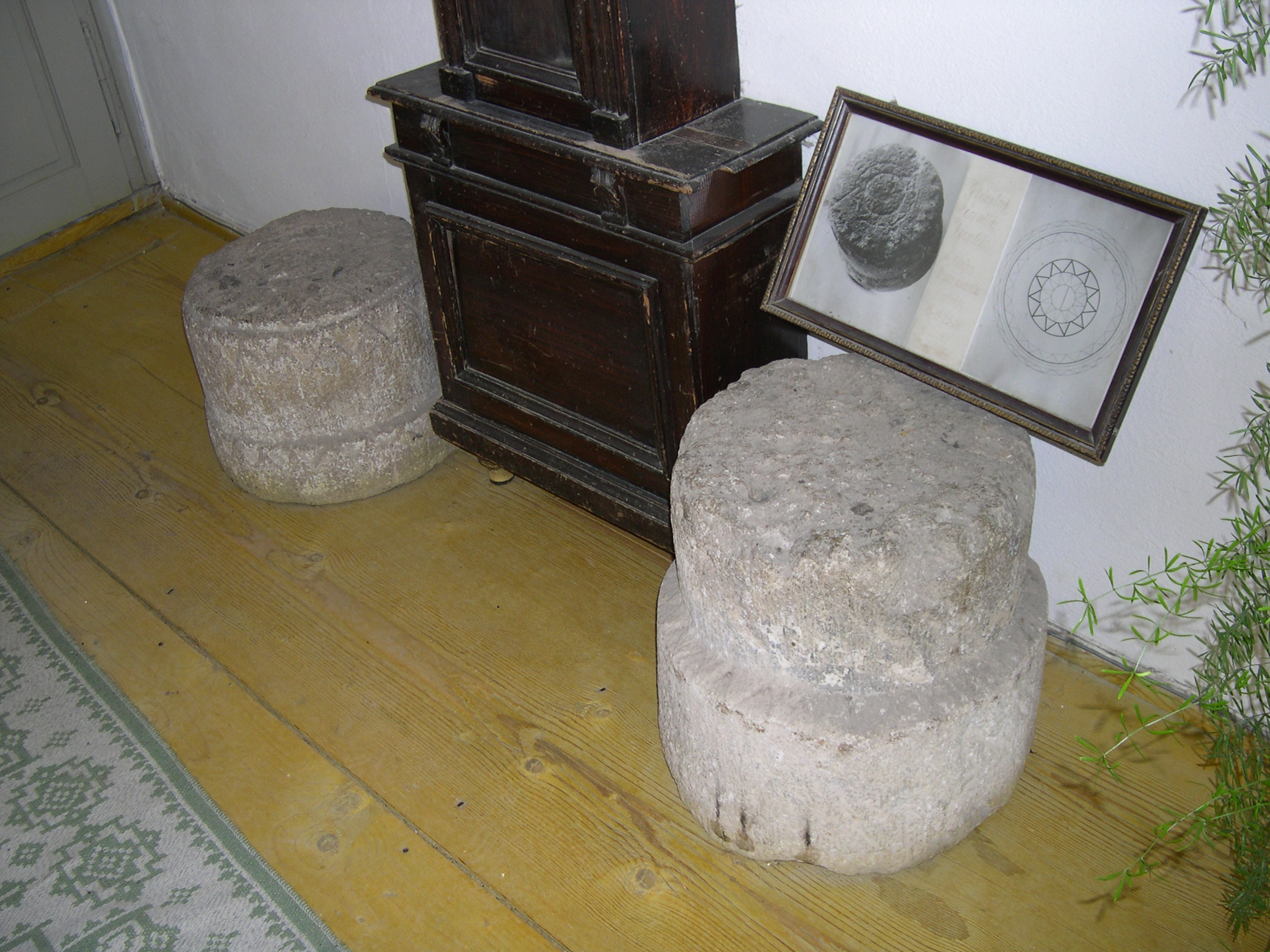
A csíksomlyói naptárkövek kiállítva, két darabban

A csíksomlyói naptárkő (napkő, napoltárkő) két faragott kőhengerből áll. A Csíksomlyói kegytemplom és kolostorban helyezték el.

## Története
Erdélyben a Csíksomlyó fölötti Somlyóhegyen talált, kőből készített bronzkori csillagászati műszer. Kr. e. 1800-1700 között lehetett használatban.
A kiállított tájékoztató felirat szerint „Pogánykori ősvallás kőemléke, középen kígyóábrázolás”. A dob-szerű kőhengeren koncentrikus körök, cikk-cakk minták láthatóak.
„Vécsey Gyula gyűjtéséből származik az az adat, mely szerint a két csíksomlyói Nap-követ az asszonyok régen „tiszta kendővel éppúgy megérintették, mint most a Mária szoborral teszik” ... Babba (Mária) kapcsolata a régi Nagyasszony emlékeinként tisztelt napoltárkövekkel nyilvánvaló”
A napkő a legnagyobb tárgyi bizonyítéka annak, hogy Csíksomlyó volt a Kárpát-medencében a napkultusz központja. A napkő megnézéséért is érdemes elmenni Csíksomlyóra! Isten csodája, hogy megmaradt napjainkig! Ősi bizonyságául Csíksomlyónak!